# Llano de la Rochera
Llano de la Rochera är en ort i Mexiko.   Den ligger i kommunen Querétaro och delstaten Querétaro Arteaga, i den centrala delen av landet, 210 km nordväst om huvudstaden Mexico City. Llano de la Rochera ligger 2 377 meter över havet och antalet invånare är 109.
Terrängen runt Llano de la Rochera är huvudsakligen kuperad. Llano de la Rochera ligger uppe på en höjd. Runt Llano de la Rochera är det tätbefolkat, med 913 invånare per kvadratkilometer. Närmaste större samhälle är Santa Rosa Jauregui, 11,7 km öster om Llano de la Rochera. Trakten runt Llano de la Rochera består i huvudsak av gräsmarker.